# Ejército Expedicionario de China
El Ejército Expedicionario de China (支那派遣軍 Shina haken gun) era un grupo de ejércitos del Ejército Imperial Japonés durante la segunda guerra sino-japonesa y la Segunda Guerra Mundial. Era responsable de todas las operaciones militares en China, y en su punto más álgido tenía más de 1 millón de soldados bajo su mando. En la historiografía militar, a menudo se hace referencia a las iniciales EEC.

## Historia
Después del incidente del Puente de Marco Polo, el Ejército Japonés de Guarnición de China fue reforzado con el Ejército Expedicionario de Shanghái. Esta fuerza fue complementada con el 10.º Ejército y marchó tierra adentro desde Shanghái para ocupar Hangzhou. En octubre de 1937, esta fuerza pasó a llamarse Ejército Japonés del Área Central de China. Después de la caída de Nanking, se formó el Ejército Expedicionario de China Central. El 12 de septiembre de 1939 por Orden del Ejército 362, el Ejército Expedicionario de China se formó con la fusión del Ejército Expedicionario de China Central con el Ejército de Área del Norte de China. Tenía su sede en Nanjing durante la segunda guerra sino-japonesa.

## Comandantes

### Oficiales al mando
|   | Nombre                          | Desde                    | Hasta                   |
| - | ------------------------------- | ------------------------ | ----------------------- |
| 1 | General Toshizō Nishio          | 22 de septiembre de 1939 | 1 de marzo de 1941      |
| 2 | Mariscal de Campo Shunroku Hata | 1 de marzo de 1941       | 23 de noviembre de 1944 |
| 3 | General Yasuji Okamura          | 23 de noviembre de 1944  | 9 de septiembre de 1945 |

### Jefes de Estado Mayor
|   | Nombre                               | Desde                   | Hasta                |
| - | ------------------------------------ | ----------------------- | -------------------- |
| 1 | General Seishirō Itagaki             | 4 de septiembre de 1939 | 7 de julio de 1941   |
| 2 | Teniente General Jun Ushiroku        | 17 de julio de 1941     | 17 de agosto de 1942 |
| 3 | General Masakazu Kawabe              | 17 de agosto de 1942    | 18 de marzo de 1943  |
| 4 | Teniente General Takuro Matsui       | 18 de marzo de 1943     | 1 de febrero de 1945 |
| 5 | Teniente General Asasaburo Kobayashi | 1 de febrero de 1945    | septiembre de 1945   |